# ديدانو
ديدانو ملك أشوري ورد اسمه في قائمة ملوك آشور باعتباره واحدا من بين 16 ملكاً من الملوك الذين كانوا يعيشون في الخيام، وبالتالي فانهم كانوا من البدو الرحل، وكان ديدانو زعيماً لقبيلة سامية.
يذكر سفر التكوين ددان ويقول انه كان حفيد إبراهيم حيث كان يرعى قطعانه بين بلاد ما بين النهرين ومصر، وكان سلف آشور (وَكَانَ بَنُو دَدَانَ: أَشُّورِيمَ وَلَطُوشِيمَ وَلأُمِّيمَ)، وبما أن قائمة الملوك تدعي وجود قرابة بين ال15 الملوك الأوائل، فمن المفترض أنهم كانوا زعماء القبائل التي اتحدت فيما بينها وكونت اتحاد آشور. و ديدانو أحد هولاء الزعماء.